# 少女アリス
『少女アリス』（しょうじょアリス）は、日本の写真家・沢渡朔撮影による写真集。1973年に河出書房新社から発行された。

## 概要
写真モデルは、オーディションで帰り際にキスを投げかけて合格したという、ブロンド少女のサマンサ・ゲイツ（当時8歳）。撮影はロンドン郊外で行われ、ルイス・キャロルの『不思議の国のアリス』をモチーフに叙情的な世界が表現されており、中にはヌードの写真も含まれる。また、写真の間には、瀧口修造と谷川俊太郎による詩が収められている。装幀は堀内誠一が担当した。裸体の撮影を本人は嫌がって泣いたそうだが、母親が説得して撮影されたとのことで、沢渡の前では陽気にふるまい、無理な注文にも答えた。
1979年には、6年後のサマンサを撮った続編『ALICE FROM THE SEA 海からきた少女』（河出書房新社）が出版された。
1991年に再発行された。また、「復刊ドットコム」でも得票数が高く、たびたび重版が出されている。2003年に再販本が復刻されたほか、『ALICE FROM THE SEA 海からきた少女』と合わせた合本版『完全版 アリス』が2006年に出版されている。
2014年には未発表写真を収録した『少女アリス スペシャル・エディション』が出版された。